# Питерс, Том
Том Питерс (англ. Tom Peters, 7 ноября 1942 года, США) — американский писатель, бизнес-гуру.

## Биография
Окончил инженерный факультет Корнеллского (бакалавр, магистр), а затем Стэнфордского (MBA, PhD) университетов. Несколько лет работал советником в Белом доме, затем — с 1974-го по 1981 год — в McKinsey & Co.
Совместно с Робертом Уотерманом издал в 1982 году книгу «В поисках совершенства», которая произвела эффект разорвавшейся бомбы и ввела Питерса в пантеон гуру менеджмента. С тех пор он написал 10 книг.
Сегодня Питерс проживает на ферме в Калифорнии, управляет консалтинговой компанией Tom Peters Company, много выступает — около 80 семинаров и конференций ежегодно.
Его первая книга «В поисках совершенства», написанная в соавторстве с Робертом Уотерменом, была названа «величайшей в истории книгой о бизнесе» по результатам опроса, проведенного издательством Bloomsbury Publishing. Следом вышел целый ряд мировых бестселлеров Питерса.
Питерс основал Tom Peters Company — международную учебную консалтинговую организацию. Среди предприятий, получающих её рекомендации по вопросам организационных преобразований для подготовки к будущим переменам, есть такие крупные клиенты, как Rolls-Royce, Starbucks, Bank of America, Continental Airlines, Virgin Direct и Intel.